# Cristina Neagu
Cristina Georgiana Neagu (Bucareste, 26 de agosto de 1988) é uma handebolista profissional romena. Cristina Georgiana Neagu (pronúncia romena:  [krisˈtina ˈne̯aɡu] ; nascida em 26 de agosto de 1988) é uma jogadora romena de handebol que atua no CSM București e na seleção da Romênia . Considerada diversas vezes a melhor jogadora de handebol do mundo e classificada por muitos especialistas no esporte como a maior de todos os tempos, Neagu é a única jogadora de handebol da história a ganhar três prêmios de Melhor Jogador do Ano da IHF (em 2010, 2015 e 2016). Neagu também é a primeira a ser eleita pelo público a armadora esquerda do All-star team da EHF Champions League durante quatro edições seguidas (2015, 2016, 2017 e 2018).

## Carreira
Em 2010, 2015 e 2016, ela foi eleita a melhor jogadora de handebol do mundo pela IHF.
Neagu representou a Seleção Romena de Handebol Feminino nos Jogos Olímpicos de Verão de 2016, que terminou em 9º lugar.

## Clubes
- 2000–2006:  CSS 5 Bucareste (juventude)
- 2006–2009:  CS Rulmentul Braşov
- 2009–2013:  CS Oltchim
- 2013– :  ŽRK Budućnost

## Conquistas

### Individuais
- 2005 – MVP do Campeonato Europeu Infanto-juvenil;
- 2006 – MVP do Campeonato Mundial Infanto-juvenil;
- 2007 – MVP Campeonato Europeu Junior;
- 2010 – MVP do "GF World Cup";
- 2009 – Jogadora romena do ano;
- 2009 – Novata do ano pela IHF;[4]
- 2010 – Maior goleadora (53 gols), maior número de assistências (36) e eleita para o "All Star Team (left back)" do Campeonato Europeu;
- 2010 – Jogadora romena do ano;
- 2010 – Melhor jogadora de handebol do mundo pela IHF - 1a vez
- 2015 – Maior goleadora (63 gols) do Campeonato Mundial;
- 2015 – MVP do Campeonato Mundial.
- 2015 – Melhor jogadora de handebol do mundo pela IHF - 2a vez
- 2016 – Melhor jogadora de handebol do mundo pela IHF - 3a vez

### Por Equipes
- 2015 – Liga dos Campeões da Europa

### Pela Seleção Romena
- 2005 – Medalha de prata no Campeonato Europeu Infanto-juvenil;
- 2006 – Medalha de bronze no Campeonato Mundial Infanto-juvenil;
- 2007 – Medalha de bronze no Campeonato Europeu Junior;
- 2007 – Quarto lugar no Campeonato Mundial;
- 2010 – Medalha de bronze no Campeonato Europeu;
- 2015 – Medalha de bronze no Campeonato Mundial.